# Linnich
Linnich se trouve au nord, et est la troisième en taille de l'arrondissement de Düren en Rhénanie-du-Nord-Westphalie, Allemagne.
Avant le 1er janvier 1972 elle appartenait à l'arrondissement de Juliers.

## Histoire
| Appartenances historiques Comté de Juliers IXe siècle-1336 Margraviat de Juliers 1336-1356 Duché de Juliers 1356-1797 République cisrhénane (Roer) 1797-1802 République française (Roer) 1802-1804 Empire français (Roer) 1804-1813 Royaume de Prusse (Province de Juliers-Clèves-Berg) 1815-1822 Royaume de Prusse (Province de Rhénanie) 1822-1918 République de Weimar 1918-1933 Reich allemand 1933-1945 Allemagne occupée 1945-1949 Allemagne 1949-présent |

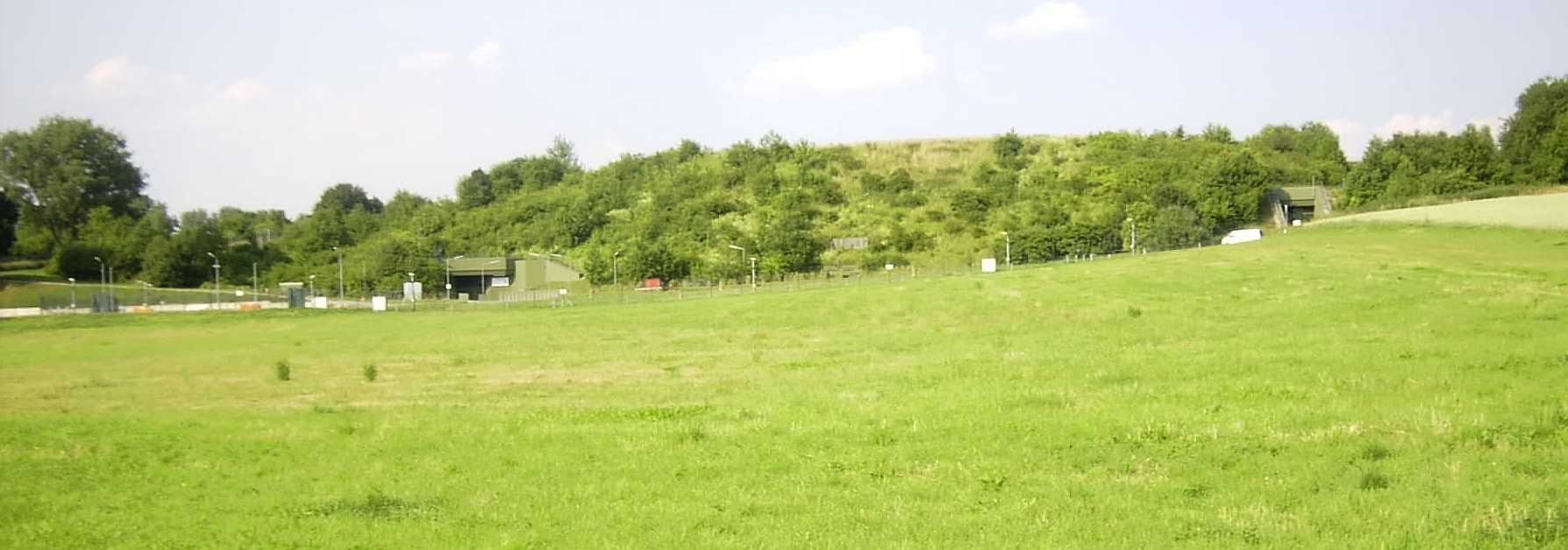
Le Castlegate buncker. Il sert depuis 2007 de QG de temps de crise au Joint Force Command Brunssum.

La cité fut probablement fondée par des Celtes, mais la première mention écrite du lieu date de 888, et elle fut élevée au rang de ville au XIVe siècle.
Détruite en 1397 par le duc de Brabant[Lequel ?], elle souffre du passage de diverses armées lors de la Guerre de Trente Ans, puis est conquise par les troupes de Louis XIV en 1679.
Détruite le 2 octobre 1794 lors de combats entre révolutionnaires français et
coalisés prussiens et autrichiens, elle est incorporée de 1798 à 1814 au département de la Roer en tant que chef-lieu de canton.
Elle est ensuite incorporée à la Prusse à la suite des décisions du Congrès de Vienne.
Elle est connectée au réseau ferré allemand en 1911.
Détruite à 90 % après plusieurs jours de combats, elle est prise par les troupes US le 3 décembre 1944.
À 2 km de la ville fut construit un quartier général souterrain de l'OTAN, le Castlegate bunker qui devait servir à l'origine au NORTHAG.

## Géographie

### Situation
La ville se situe à 09 km au Nord-Ouest de Juliers, à 26 km au Nord-Est du centre d'Aix-la-Chapelle, à 45 km au Sud-Ouest du centre de Düsseldorf, à 49 km à l'Ouest du centre de Cologne.

### Géologie
Elle est traversée par la Roer qui se jette dans la Meuse aux Pays-Bas. La terre de lœss, fertile, recouvre les pierrailles de la terrasse primaire.

### Emplacement
Linnich est situé dans le triangle d'Aix-la-Chapelle, Cologne, Düsseldorf, directement sur les autoroutes A 44 et A 46.

### Communes voisines
Les communes voisines, en commençant au nord et dans le sens des aiguilles d'une montre Hückelhoven, Erkelenz, Titz, Juliers, Aldenhoven, Baesweiler, Geilenkirchen

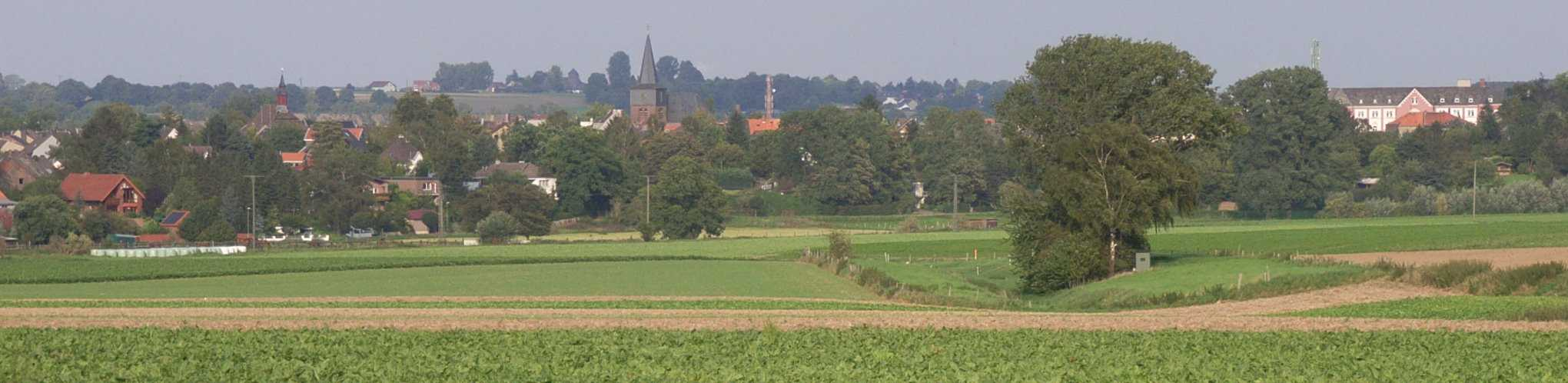
Linnich

## Regroupement communal
les lieux et hameaux suivant composent à la ville de Linnich
- Linnich
- Körrenzig
- Glimbach
- Koffern
- Gevenich
- Hottorf
- Boslar
- Tetz
- Floßdorf
- Rurdorf
- Welz
- Edern
- Gereonsweiler

## Jumelage
- Lesquin (France), dans le nord de la France.

## Politique
L'artiste-verrier et médecin Heinrich Oidtmann (1838-1890) a été maire.

### Conseil municipal
| an   | CDU | SPD | FDP | Alliance 90 / Les Verts | personne indépendante | UWG PKL | général |
| ---- | --- | --- | --- | ----------------------- | --------------------- | ------- | ------- |
| 1984 | 19  | 12  | 2   | 0                       | -                     | -       | 33      |
| 1989 | 16  | 15  | 2   | 0                       | -                     | -       | 33      |
| 1994 | 18  | 13  | 0   | 2                       | -                     | -       | 33      |
| 1999 | 18  | 12  | 1   | 1                       | -                     | -       | 32      |
| 2004 | 16  | 10  | 2   | 3                       | 1                     | -       | 32      |
| 2009 | 13  | 9   | 2   | 2                       | -                     | 6       | 32      |